# کدام استقلال؟! کدام پیروزی؟!
کدام استقلال؟! کدام پیروزی؟! نام فیلم مستندی به کارگردانی مسعود ده‌نمکی درباره شهرآورد تهران است. ساخت این فیلم از سال ۱۳۸۳ آغاز شد و در سال ۱۳۸۵ به پایان رسید. در سال ۱۳۸۵ ده‌نمکی این فیلم را در وبلاگ شخصی‌اش به نمایش گذاشت. او درباره فیلم گفته‌است: 
این رقابت از نقطه‌ای شروع می‌شود، در جایی اوج می‌گیرد و با مشخص شدن نتیجهٔ داربی یا لیگ برتر، دور جدیدی از بازی‌ها شروع می‌شود. عملاً هر دو دارند فوتبال بازی می‌کنند، ولی فقط رنگ پیراهن‌ها فرق می‌کند.